# Wydawnictwo podręczników szkolnych i literatury dla młodzieży
Wydawnictwo podręczników szkolnych i literatury dla młodzieży (biał.  Выдавецтва школьных падручнікаў і літаратуры для моладзі) – białoruskie wydawnictwo w okupowanym Mińsku podczas II wojny światowej
Wydawnictwo zostało utworzone wiosną 1942 r. w okupowanym Mińsku. Lokalne struktury powstały w różnych miastach Okręgu Generalnego „Białoruś”. Na jego czele stanął Jozaf Siwica, szef inspektoratu szkolnego. Funkcję kierownika technicznego pełnił Jazep Najdziuk. W wydawnictwie pracowali m.in. Mikoła Bajkou, Anton Losik, Auhien Kałubowicz, Jazep Hładki. Współpracę prowadzili m.in. Janka Stankiewicz, Jauchim Kipiel, Piotr Kisiel, Alaksiej Turankou, Mikoła Szczagłou, Anatol Tyczyna. Głównym zadaniem wydawnictwa było wydawanie książek na potrzeby odradzającego się pod okupacją niemiecką szkolnictwa białoruskiego, jak podręczniki metodyczne dla nauczycieli i podręczniki dla uczniów, zbiory piosenek, wierszy, czy bajek, a także literatury religijnej, naukowej i popularnej. Pierwszą wydaną książką był „Białoruski elementarz” autorstwa P. Kisiela, dyrektora jednej ze szkół początkowych w Mińsku. Ogółem pod egidą wydawnictwa wyszły 24 książki (np. „Maleńki maskouska-biełaruski (krywicki) słouniczak frazeologiczny”, „Gramatyka”, „Biełaruś uczora i siańnia”, „Oj, pryjszła kalada”, „Wiasna-krasna”, „Zbornik kupalskich i żniunych pieśniau”). 16 książek wydrukowano cyrylicą, 7 alfabetem łacińskim i 1 w obu alfabetach. Książki były drukowane w Mińsku i Wilnie. Większość z nich została wydana w drugiej połowie okupacji niemieckiej, od stycznia 1943 r. do czerwca 1944 r., kiedy wydawnictwo przestało działać. Wydawnictwo wydawało też czasopismo „Szkoła i Życie”.